# Marko Boncelj
Marko Boncelj, slovenski inženir strojništva in tekstilni strokovnjak, * 29. maj 1913, Nürnberg, Nemčija, † 15. marec 1988, Zagreb.

## Življenje in delo
Iz strojništva je diplomiral 1936 na zagrebški univerzi in 1940 iz tekstilstva v Aachnu. V študijskem letu 1940/41 je bil asistent na Inštitutu za tekstilno tehnologijo Tehniške visoke šole v Aachnu; 1946-48 predstojnik tekstilnega laboratorija na Inštitutu za industrijska raziskovanja  v Zagrebu ter od 1948-81 izredni profesor in vodja predilskega oddelka na zagrebški Tehniški tekstilni šoli. Objavil je več člankov v domači in tuji strokovni literaturi ter napisal dva učbenika.